# تشسکا سکالیتسه
تشسکا سکالیتسه (به چکی: Česká Skalice) یک منطقهٔ مسکونی در جمهوری چک است که در ناحیه ناخود واقع شده‌است. تشسکا سکالیتسه ۵٬۴۴۷ نفر جمعیت دارد.